# Sheilla de Castro
Sheilla Tavares de Castro, anche nota semplicemente come Sheilla (Belo Horizonte, 1º luglio 1983), è un'ex pallavolista brasiliana, nel ruolo di opposto.

## Carriera

### Club
La carriera di Sheilla de Castro inizia nel 1997, tra le file del settore giovanile del Mackenzie, squadra della sua città natale: nella stagione 2000-01 passa alle concittadine del Minas, con cui esordisce da professionista in Superliga e conquista uno scudetto.
Nella stagione 2004-05 gioca per la prima volta in un campionato estero, ingaggiata dalla Robursport Pesaro nella Serie A1 italiana: resta legata alla formazione marchigiana per quattro annate, nel corso delle quali si aggiudica un campionato, una Supercoppa italiana e due edizioni della Coppa CEV.
Torna quindi in patria per il campionato 2008-09 tra le file del São Caetano, con cui disputa due stagioni, prima di approdare nell'annata 2010-11 al Rio de Janeiro, con cui vince nuovamente lo scudetto. Nella stagione 2012-13 viene ingaggiata dall'Osasco, vincendo due edizioni del Campionato Paulista, la Coppa del Brasile 2014, il campionato sudamericano per club 2012 e il campionato mondiale per club 2012: in entrambe le competizioni internazionali viene premiata come miglior giocatrice.
Nella stagione 2014-15 viene ingaggiata con contratto biennale dal VakıfBank, militante nel massimo campionato turco, con cui vince la Supercoppa turca 2014 e il campionato 2015-16. Dopo tre anni di inattività, durante i quali diventa madre di due gemelle, annuncia il suo ritorno in campo per la stagione 2019-20 disputando la Superliga Série A brasiliana con il Minas, con cui vince il campionato sudamericano per club 2020.
Torna in campo nel 2021, partecipando alla prima edizione dell'Athletes Unlimited e poi, un anno dopo, anche alla seconda, in cui viene premiata come miglior opposto e al termine della quale si ritira dalla pallavolo giocata.

### Nazionale
Nel 2002 fa il suo esordio in nazionale, con cui un anno dopo conquista l'oro al campionato sudamericano 2003.
Entra in pianta stabile in nazionale durante il seguente ciclo olimpico, durante il quale conquista l'oro al World Grand Prix 2005, 2006, di cui viene eletta MVP, e 2008, altri due ori al campionato sudamericano 2005 e 2007, ancora due ori alla Grand Champions Cup 2005, dove riceve il premio come miglior giocatrice e come miglior realizzatrice, a alla Final Four Cup 2008 e, soprattutto, quello ai Giochi della XXIX Olimpiade; tra tutti questi successi, colleziona anche tre argenti, rispettivamente al campionato mondiale 2006, ai XV Giochi panamericani e alla Coppa del Mondo 2007.
Nel seguente quadriennio continua a collezionare medaglie: nel 2009 vince l'oro alla Coppa panamericana e al World Grand Prix, venendo eletta anche MVP, e l'argento alla Grand Champions Cup; nel 2010 vince due medaglie d'argento al World Grand Prix, bissata anche nell'edizione 2011, e al campionato mondiale. Nel 2011 si aggiudica nuovamente la Coppa panamericana, venendo eletta anche miglior giocatrice del torneo, così come accade nel campionato sudamericano, dove si laurea campionessa continentale; nel 2012 vince la medaglia d'argento al World Grand Prix e la medaglia d'oro ai Giochi della XXX Olimpiade di Londra.
Nel 2013 apre il seguente ciclo olimpico vincendo la medaglia d'oro al World Grand Prix, bissata anche nell'edizione successiva, e alla Grand Champions Cup. Dopo il bronzo al campionato mondiale 2014, si aggiudica la settima medaglia d'oro consecutiva al campionato sudamericano 2015 e il settimo oro al World Grand Prix 2016. In seguito all'eliminazione nei quarti di finale ai Giochi della XXXI Olimpiade di Rio, annuncia il suo ritiro dalla nazionale.
Nell'estate 2019, tuttavia, ritorna in campo anche con la nazionale verde-oro, con cui si aggiudica la medaglia d'oro al campionato sudamericano. In seguito vince la medaglia d'argento alla Volleyball Nations League 2021, dove indossa per l'ultima volta la maglia verde-oro.

## Palmarès

### Club
- Campionato brasiliano: 2

2001-02, 2010-11
- Campionato italiano: 1

2007-08
- Campionato turco: 1

2015-16
- Coppa del Brasile: 1

2014
- Supercoppa italiana: 1

2006
- Supercoppa turca: 1

2014
- Campionato Paulista: 2

2012, 2013
- Campionato sudamericano per club: 2

2012, 2020
- Coppa CEV: 2

2005-06, 2007-08
- Campionato mondiale per club: 1

2012
- Campionato Carioca: 2

2010, 2011

### Nazionale (competizioni minori)
- Trofeo Valle d'Aosta 2005
- Trofeo Valle d'Aosta 2006
- Giochi panamericani 2007
- Final Four Cup 2008
- Montreux Volley Masters 2009
- Coppa panamericana 2009
- Coppa panamericana 2011
- Giochi panamericani 2011

### Premi individuali
- 2005 - Trofeo Valle d'Aosta - MVP
- 2005 - Grand Champions Cup: MVP
- 2005 - Grand Champions Cup: Miglior realizzatrice
- 2006 - Coppa CEV: Miglior attaccante
- 2006 - World Grand Prix: MVP
- 2007 - Campionato italiano: Miglior realizzatrice
- 2007 - Campionato sudamericano: Miglior attaccante
- 2009 - Superliga: Miglior attaccante
- 2009 - Superliga: Miglior realizzatrice
- 2009 - World Grand Prix: MVP
- 2010 - Superliga: Miglior attaccante
- 2010 - Superliga: Miglior servizio
- 2011 - Superliga: MVP della finale
- 2011 - Superliga: Miglior attaccante
- 2011 - Coppa panamericana: MVP
- 2011 - Campionato sudamericano: MVP
- 2012 - Superliga: Miglior attaccante
- 2012 - Superliga: Miglior servizio
- 2012 - Giochi della XXX Olimpiade: Miglior servizio
- 2012 - Campionato sudamericano per club: MVP
- 2012 - Campionato mondiale per club: MVP
- 2012 - Campionato mondiale per club: Miglior realizzatrice
- 2013 - Campionato sudamericano: Miglior opposto
- 2014 - World Grand Prix: Miglior opposto
- 2014 - Campionato mondiale: Miglior opposto
- 2016 - World Grand Prix: Miglior schiacciatrice
- 2022 - Athletes Unlimited Volleyball: Miglior opposto